# ريناتا تومانوفا
ريناتا تومانوفا (بالتشيكية: Renáta Tomanová)‏ مواليد 9 ديسمبر 1954 في يندريخوف هرادتس، تشيكوسلوفاكيا، هي لاعبة كرة مضرب تشيكية تلعب باليد اليمنى. هي إحدى بطلات الجراند سلام.

## بطولات حققتها
- دورة رولان غاروس الدولية
- بطولة أستراليا المفتوحة للتنس

## نهائيات البطولات الكبرى

### الفردي: 2 (الألقاب 0, الوصافة 2)
| الحصيلة | السنة | البطولة                       | الأرضية | المنافس             | النتيجة       |
| ------- | ----- | ----------------------------- | ------- | ------------------- | ------------- |
| الوصافة | 1976  | بطولة أستراليا المفتوحة للتنس | عشبية   | ايفون جولاجونج كولي | 2–6, 2–6      |
| الوصافة | 1976  | دورة رولان غاروس الدولية      | ترابية  | سو باركر            | 2–6, 6–0, 2–6 |

## الخط الزمني للبطولات الكبرى للفردي
مفتاح
| ف | ن | ن.ن | ر.ن | د# | د.م | ل | أ.أ | ت | غ | ب | ف | ذ | م.خ | ل.ت |

(ف) فاز بالبطولة (ن) وصل النهائي (ن.ن) نصف النهائي (ر.ن) ربع النهائي (د#) الأدوار الأربعة الأولى (د.م) دور المجموعات (ل) شارك في كأس ديفيز (أ.أ) خرج من الأدوار الاولى (ت) خسر التصفيات التأهيلية (غ) غاب عن الحدث أو البطولة (ب) حصل على ميدالية برونزية (ف) حصل على ميدالية فضية (ذ) حصل على ميدالية ذهبية (م.خ) بطولة الماسترز خُفضت إلى مرتبة أقل (ل.ت) البطولة لم تعقد في السنة المعينة.
لتجنب الارتباك وازدواجية الحساب، يتم تحديث هذه المعلومات إما في نهاية البطولة، أو عندما تكون مشاركة اللاعب في البطولة قد انتهت.
| الدورة                        | 1973  | 1974  | 1975  | 1976  | 1977  | 1977  | 1978  | 1979  | 1980  | 1981  | 1982  | 1983  | 1984  | 1985  | 1986  | إجمالي ف / م |
| ----------------------------- | ----- | ----- | ----- | ----- | ----- | ----- | ----- | ----- | ----- | ----- | ----- | ----- | ----- | ----- | ----- | ------------ |
| بطولة أستراليا المفتوحة للتنس | غ     | غ     | غ     | F     | غ     | غ     | ر.ن   | ن.ن   | د2    | د1    | د2    | غ     | غ     | غ     | ل.ت   | 0 / 6        |
| دورة رولان غاروس الدولية      | د3    | د1    | د3    | F     | ر.ن   | ر.ن   | د2    | ر.ن   | د1    | د2    | د2    | د1    | ت     | ت     | غ     | 0 / 11       |
| بطولة ويمبلدون                | د1    | د2    | د3    | د3    | د3    | د3    | د3    | د1    | د1    | د3    | د2    | د1    | ت     | غ     | غ     | 0 / 11       |
| بطولة أمريكا المفتوحة للتنس   | غ     | غ     | د1    | د3    | د2    | د2    | د3    | د2    | د4    | د3    | د1    | د1    | غ     | ت     | غ     | 0 / 9        |
| م.ف                           | 0 / 2 | 0 / 2 | 0 / 3 | 0 / 4 | 0 / 3 | 0 / 3 | 0 / 4 | 0 / 4 | 0 / 4 | 0 / 4 | 0 / 4 | 0 / 3 | 0 / 0 | 0 / 0 | 0 / 0 | 0 / 37       |
| إحصائيات المسيرة              |       |       |       |       |       |       |       |       |       |       |       |       |       |       |       |              |
| تصنيف نهاية العام             |       |       | 44    | 48    | 24    | 24    | 38    | 44    | 48    | 56    | 85    | 146   | 264   | 217   | 346   |              |

* إجمالي ف / م = إجمالي المشاركة والفوز

## روابط خارجية
- ريناتا تومانوفا على موقع رابطة محترفات التنس (الإنجليزية)
- ريناتا تومانوفا على موقع الاتحاد الدولي لكرة المضرب (الإنجليزية)
- ريناتا تومانوفا على موقع كأس بيلي جين كينغ (الإنجليزية)
- ريناتا تومانوفا على موقع خلاصة التنس.كوم (الإنجليزية)